# Paweł Paliwoda

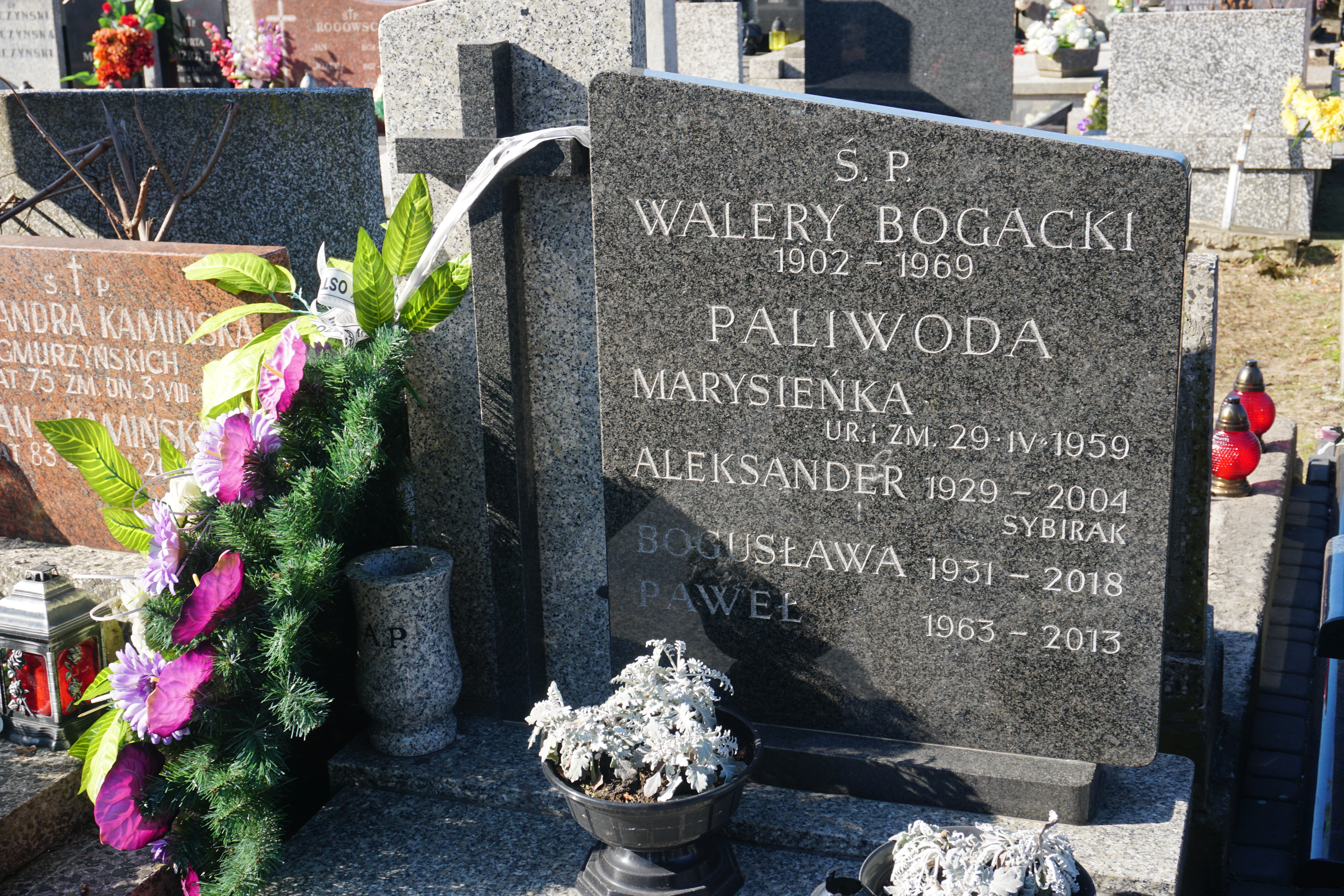
grób Pawła Paliwody na cmentarzu Bródnowskim

Paweł Paliwoda (ur. 6 lutego 1963, zm. 2 stycznia 2013) – polski dziennikarz i publicysta.
Z wykształcenia był historykiem filozofii.
Był zastępcą szefa działu publicystyki w „Dzienniku” i „Życiu”. Publikował też w „Rzeczpospolitej”, „Ozonie” i „Gościu Niedzielnym”. Był komentatorem „Dziennika”, prowadził również w TVP program Ring, gdzie zastąpił Rafała Ziemkiewicza.
Był doradcą ministra edukacji Ryszarda Legutki w gabinecie politycznym.
Był publicystą „Gazety Polskiej” i członkiem zespołu redakcyjnego miesięcznika „Nowe Państwo”.
Pochowany na cmentarzu Bródnowskim w Warszawie (kwatera 78C-1-15).